# Mont Yoshino
Pour les articles homonymes, voir Yoshino.
Le mont Yoshino (吉野山, Yoshino-yama) se trouve sur le bourg de Yoshino dans la préfecture de Nara et la péninsule de Kii au Japon. Il fait partie des sites sacrés et chemins de pèlerinage dans les monts Kii, classés au patrimoine mondial de l’UNESCO.

## Géographie
Géographiquement, le terme « Yoshino » désigne le bourg Yoshino, la région centrale et septentrionale des monts Kii, ainsi que le mont Yoshino lui-même.

## Histoire
Yoshino est apprécié par la cour impériale depuis le temps où la capitale était à Asuka au VIIe siècle : l’empereur Tenmu (631-686) s’y était installé avant la guerre de Jinshin et l’impératrice Jitō (645-703) s’y rendait fréquemment,,.

## Religion
Le mont est un lieu de pèlerinage du shinto, du bouddhisme et du shugendō, culte syncrétique et ascétique des montagnes au Japon. Dans les temps anciens, le site était un lieu sacré des religions primitives, et pourrait avoir été associé à un culte taoïste de l’immortalité. Plusieurs temples et sanctuaires y sont établis, dont le Kinpusen-ji construit à l’origine au VIIIe siècle et le Yoshimizu-jinja.

## Culture

### Cerisiers du mont Yoshino
Le mont Yoshino est célèbre pour ses milliers de cerisiers du Japon (sakura) qui se parent de blanc et de rose durant tout le printemps en fonction de l’altitude, depuis la base jusqu’au sommet. Traditionnellement, les cerisiers sont d’ailleurs groupés par altitude, des plus bas aux plus hauts : Shimo-Senbon, Naka-Senbon, Kami-Senbon et Oku-Senbon. Le décalage de la floraison de ces groupes permet aux cerisiers du mont Yoshino de rester en fleurs plus longtemps qu’ailleurs dans le pays. D’après l’Office national du tourisme japonais, plus de 30 000 cerisiers de différentes variétés ornent le mont.
De nos jours, plusieurs dizaines de milliers de visiteurs viennent contempler les paysages de Yoshino en mars et avril. Le site est préservé par des propriétaires privés et les collectivités locales.

### Poésie et arts
Le mont Yoshino et ses cerisiers sont célébrés dans la littérature, la poésie et la peinture traditionnelle japonaise. Le site, sujet de poèmes depuis au moins Tenmu et l’impératrice Jitō et fréquemment présent dans les anthologies waka, est un utamakura (un motif souvent lyrique de la poésie classique) évoquant les cerisiers en fleurs au printemps ou la neige. Chez Saigyō, le mont est caractérisé tant par sa beauté que par l’isolement spirituel au monde. « Avec le temps, le mont Yoshino […] devint l’archétype classique de l’impermanence par la vertu de ses splendides mais éphémères fleurs de cerisiers. »
Comme d’autres grands motifs de la poésie waka, le mont Yoshino inspire également les peintres pour les peintures de vues célèbres du Japon, ou meisho-e, notamment dans le mouvement artistique yamato-e.